# Morti nell'842
| Questa pagina contiene informazioni ricavate automaticamente dalle voci biografiche con l'ausilio del template Bio e di un bot. L'aggiornamento è periodico e automatico e ricostruisce completamente la pagina. Se manca una persona in questa lista, sei pregato di non aggiungerla, ma accertati piuttosto che la sua voce biografica contenga il template Bio e che i dati anagrafici siano correttamente compilati. Se il template Bio manca, inseriscilo tu stesso o, in alternativa, metti l'avviso {{tmp\|Bio}} che ne segnala la mancanza. Se i dati riportati sono sbagliati, correggi direttamente la voce biografica; le modifiche saranno visibili in questa lista entro pochi giorni. Per chiarimenti vedi il progetto biografie. La lista contiene solo le 5 persone che sono citate nell'enciclopedia e per le quali è stato implementato correttamente il template Bio. Pagina aggiornata al 2 lug 2025. |

- 5 gennaio - Al-Mu'tasim, califfo (n. 796)
- 29 gennaio - Teofilo, imperatore bizantino (n. 813)
- 20 marzo - Alfonso II delle Asturie, sovrano (n. 759)
- 24 agosto - Saga, imperatore giapponese (n. 786)
- Liu Yuxi, poeta, filosofo e saggista cinese (n. 772)